# Suez (Film)
Suez ist ein US-amerikanischer Spielfilm aus dem Jahr 1938, der eine verklärte Version der dramatischen Ereignisse rund um den Bau des Suezkanal schildert. Tyrone Power spielt Ferdinand de Lesseps, dem das Drehbuch eine romantische Verbindung mit der Prinzessin Eugénie de Montijo, der späteren Ehefrau von Kaiser Napoleon III. andichtet. Es war der letzte von insgesamt fünf gemeinsamen Auftritten von Power und Young.

## Handlung
Paris 1850. Dem jungen Louis Napoleon wird die Ehe mit der wunderschönen Gräfin Eugénie de Montijo vorhergesagt. Gleichzeitig wird geweissagt, dass Ferdinand de Lesseps, der junge, sehr attraktive Verehrer der Gräfin, im Dreck wühlen wird. Louis Napoleon nimmt die Prophezeiung für bare Münze und macht Eugénie einen Heiratsantrag. Ferdinand wird elegant aus dem Weg geräumt, indem er nach Ägypten abgeordnet wird. Kaum in Kairo angekommen, verliebt sich die burschikose Leutnantstochter Toni in den gutaussehenden Ferdinand. Während eines Sandsturms hat Ferdinand die Vision, einen Kanal durch die Landenge von Suez zu bauen. Louis Napoleon, der mittlerweile als Napoleon III. über Frankreich herrscht, ist angetan von der Idee, die geeignet scheint, den Ruhm des Landes zu mehren und gleichzeitig den Engländern zu schaden. Etliche politische und mancherlei romantische Verwicklungen später wird der Suezkanal gebaut. Ferdinand de Lesseps bleibt allein zurück, nachdem Toni heldenhaft starb, um ihm das Leben zu retten.

## Hintergrund
Der große Erfolg von Chicago brachte Studiochef Darryl F. Zanuck dazu, einen weiteren Film über eine dramatische Liebesgeschichte vor historischer Kulisse zu drehen. Mitte 1937 begannen die Planungen für die Verfilmung der Abenteuer rund um den Bau des Suezkanals. Tyrone Power, der mittlerweile zum größten männlichen Star des Studios aufgestiegen war, übernahm die Rolle von Ferdinand de Lesseps, der für den Film etliche Jahrzehnte jünger und ungleich besser aussehend gemacht wurde. Um die nach Auffassung der Marketingstrategen für den Erfolg an der Kinokasse notwendige Romantik in das teure Unterfangen zu bringen, gab man Power zum fünften Mal Loretta Young an die Seite. Als Dritte im Kampf um die wahre Liebe wurde mit Annabella eine Neuentdeckung aus Europa in die Handlung eingebaut, von der sich das Studio mehr erhofft als von Simone Simon, die ursprünglich die Rolle der Toni spielen sollte. Das Budget für den Film belief sich am Ende auf gut 2.000.000 US-Dollar, von denen allein 250.000 US-Dollar für den Bau von Kulissen aufgewandt wurden. 
Loretta Young befand sich zum Zeitpunkt der Dreharbeiten mitten in einem heftigen Streit mit dem Management des Studios um bessere Rollen und höhere Gagen. Zanuck zwang die Schauspielerin am Ende, die eher untergeordnete Rolle der Kaiserin Eugénie zu übernehmen. Um sich auf der Leinwand zu behaupten, ließ sich Young von der Kostümdesignerin Gwen Wakeling eine spektakuläre 
Garderobe kreieren. Die Reifröcke und Hüte, die Young im Verlauf ihrer Szenen trägt, entsprechen nicht den Originalen, sondern sind noch einmal deutlich üppiger und weitergefasst. Komplettiert werden die Kostüme von aufwändig bestickten Mänteln, Schleiern, Pelzstolas und Juwelen. Gwen Wakeling verriet später, dass Loretta Young mit dem Tragen der extrem opulenten Modelle nie Probleme hatte, da sie unter den Gewändern entweder barfuß oder in bequemen Hausschuhen ging, um so eine bessere Haltung zu erlangen. Kurz nach Beendigung der Dreharbeiten heirateten Tyrone Power und Annabella.

## Auszeichnungen
Bei der Oscarverleihung 1939 erhielt der Film Nominierungen in den Kategorien:
- Beste Kamera
- Bester Ton
- Beste Original-Filmmusik

## Kritiken
Das Lexikon des internationalen Films urteilte: „Unzuverlässig in den Fakten und umständlich konstruiert, kann der Film lediglich als gut ausgestattetes Gesellschaftsstück Interesse erwecken.“